# Wapen van Moerkapelle
Het wapen van Moerkapelle werd op 24 december 1817 bij besluit van de Hoge Raad van Adel aan de gemeente Moerkapelle toegekend. Deze gemeente was in 1817 afgesplitst van Bleiswijk. Op 1 januari 1991 werden de gemeenten Zevenhuizen en Moerkapelle samengevoegd tot de nieuwe gemeente Zevenhuizen-Moerkapelle. Het wapen van Moerkapelle is daardoor komen te vervallen. Een ouder wapen van Moerkapelle werd in de bovenste helft van het wapen van Zevenhuizen-Moerkapelle opgenomen. Op 1 januari 2010 werd Zevenhuizen-Moerkapelle onderdeel van de nieuwe gemeente Zuidplas. In het wapen van Zuidplas zijn in de onderste helft elementen uit het wapen van Zevenhuizen-Moerkapelle overgenomen.

## Blazoenering
De blazoenering van het wapen luidde als volgt:
Van lazuur, beladen met een golvende fasce, verzeld en chef van 3 eenden en en pointe van een lopende vos, alles van goud.
De heraldische kleuren in het wapen zijn lazuur (blauw) en goud (geel). Dit zijn de rijkskleuren.

## Geschiedenis
De betekenis van het wapen is onbekend. Het komt voor op een achttiende-eeuws zegel. Sierksma legt de herkomst van het wapen als volgt uit: de eenden zouden refereren aan de Moerse Vaart, de scheiding als de dijk die daarlangs loopt, en de vos als symbool voor de Wilde Veenen. De vos, een moer, zou een sprekend element kunnen zijn.
Het wapen van de heerlijkheid Moerkapelle en de Wilde Veenen was als volgt: In azuur een paal van goud, en een schildhoofd van goud, waarop een kapel van keel (rood), met dak van azuur (blauw). De kapel zou als een sprekend element kunnen worden gezien. De kapel is, geheel in het rood, opgenomen als onderdeel van het nieuwe wapen van Moerhuizen, later Zevenhuizen-Moerkapelle.

## Verwante wapens

Heerlijkheidswapen
Het wapen van Zevenhuizen-Moerkapelle
Het wapen van Zuidplas